# Stonegate, Colorado
Stonegate är en ort (CDP) i Douglas County, i delstaten Colorado, USA. Enligt United States Census Bureau har orten en folkmängd på 8 962 invånare (2010) och en landarea på 5,2 km².